# Diplazon festatorius
Diplazon festatorius är en stekelart som först beskrevs av Costa 1888.  Diplazon festatorius ingår i släktet Diplazon och familjen brokparasitsteklar. Inga underarter finns listade i Catalogue of Life.